# Souls of Black
Souls of Black è il quarto album in studio dei Testament.

## Tracce
1. The Beginning of the End – 0:36
2. Face in the Sky – 3:53
3. Falling Fast – 4:05
4. Souls of Black – 3:22
5. Absence of Light – 3:55
6. Love to Hate – 3:40
7. Malpractice – 4:43
8. One Man's Fate – 4:49
9. The Legacy – 5:30
10. Seven Days of May – 4:41

## Formazione
- Chuck Billy - voce
- Eric Peterson - chitarra ritmica
- Alex Skolnick - chitarra solista
- Greg Christian - basso
- Louie Clemente - batteria